# Raphaela Vogel
 (mai 2021).
Pour les articles homonymes, voir Vogel.
Raphaela Vogel (né en 1988 à Nuremberg) est une artiste contemporaine allemande.

## Biographie
Raphaela Vogel étudie de 2009 à 2012 à l'académie des beaux-arts de Nuremberg auprès de Peter Angermann et Michael Hakimi et de 2011 à 2014 à l'École Städel de Francfort-sur-le-Main auprès de Simon Starling et Peter Fischli. De 2014 à 2016, elle est inscrite à De Ateliers à Amsterdam. En 2019, elle accepte un poste de professeur suppléant à l'Académie des beaux-arts de Karlsruhe.

## Œuvre
Dans le travail artistique de Vogel, les structures architecturales sont à la fois poussées aux limites de leur résilience physique (In festen Händen). Les scénarios sont dramatiques, mais aussi fortement humoristiques, ils appliquent des méthodes et des techniques de presque toutes les disciplines de l'art contemporain (vidéo, son, installation, sculpture, peinture).
L'artiste travaille avec des ready-made trouvés souvent transformés à grands frais. Elle utilise également des technologies numériques (telles que les drones, les caméras d'action, les projecteurs, les scanners) et divers matériaux (tels que des échafaudages en acier, des cuirs, du plastique). C'est ainsi qu'émergent des scènes grotesques, parfois sombres, parfois poétiques.